# Cogito ergo sum
Cogito, ergo sum („мислим, дакле јесам“ или „мислим, дакле постојим“) је филозофски исказ Ренеа Декарта који је постао фундаментални елемент Западне филозофије.
Декарт је овај основни став своје метафизике најпре формулисао у делу „Расправа о методи“ (фр. Discours de la méthode) 1637. године. Његово стајалиште претпоставља сумњу у све (de omnibus dubitandum) осим у субјект који мисли, односно сумња. Тако у мишљењу свест спознаје саму себе као свест и једина извесност бића потиче из свесног мишљења. 
Слично Декарту, већ је свети Августин засновао сазнање на самоизвесности мишљења, нпр. у „De trinitate“ (X 10, 14): „Ко отуда сумња из ма којег другог разлога, ипак не може сумњати у све: да живи, сећа се, поима, хоће, мисли, зна, просуђује; јер иначе не би могао сумњати ни у шта.“ 
Декартова претпоставка да је са извесношћу бића у мишљењу истовремено пронађено и биће овог мислећег и то као нематеријална супстанција (res cogitans), тако да из „cogito ergo sum“ настаје неко „sum res cogitans“, често је оспоравана.

## Другачија схватања
Према будистичком схватању, иза мисли нема онога ко мисли. Сама мисао је онај ко мисли. Ако уклоните мисао, немогуће је пронаћи онога ко мисли. Ово будистичко становиште је дијаметрално супротно картезијанском „мислим, дакле јесам“.